# De Dion-Bouton Type BO
Der De Dion-Bouton Type BO ist ein Pkw-Modell aus der Anfangszeit des 20. Jahrhunderts. Hersteller war De Dion-Bouton aus Frankreich.

## Beschreibung
Die Zulassung durch die nationale Zulassungsbehörde erfolgte am 26. September 1908.
Der De-Dion-Bouton-Einzylindermotor hat 100 mm Bohrung, 130 mm Hub, 1021 cm³ Hubraum, war damals in Frankreich mit 9 Cheval fiscal (Steuer-PS) eingestuft und leistet etwa genauso viel PS. Laut De Dion-Bouton Journal hatte der Motor 110 mm Bohrung und 130 mm Hub (1235 cm³ Hubraum). Er ist vorne im Fahrgestell montiert und treibt über ein Dreiganggetriebe und eine Kardanwelle die Hinterräder an. Der Wasserkühler ist direkt vor dem Motor hinter einem deutlich sichtbaren Kühlergrill, der als Besonderheit am oberen Rand eine Ausbuchtung nach unten hat. Die Hinterachse ist eine De-Dion-Achse.
Die Basis bildet ein Pressstahlrahmen. Der Radstand beträgt wahlweise 2343 mm oder 2600 mm, die Spurweite 1220 mm. Die Vorderräder haben zehn Speichen, die Hinterräder zwölf. Das Fahrzeug mit dem kurzen Radstand erreichte eine Höchstgeschwindigkeit von 43 km/h. Mit dem langen Radstand waren 36 km/h als höchste Geschwindigkeit zu realisieren.
Bekannt sind Aufbauten als Doppelphaeton.
Das Modell wurde zehn Monate lang produziert. Nachfolger wurde der Type CE, der am 29. Juli 1909 seine Zulassung erhielt.
Ein Fahrzeug befand sich im Automuseum von La Réole. Es wurde am 19. Februar 2007 für 23.827 Euro versteigert.